# 고양한내초등학교
고양한내초등학교는 대한민국 경기도 고양시 일산서구에 있는 공립 초등학교이다.

## 학교 연혁
- 2003년 1월 13일 고양한내초등학교 설립 인가
- 2003년 11월 1일 초대 남혜란 교장 취임
- 2003년 11월 17일 15학급 인가
- 2003년 12월 13일 고양한내초등학교 개교
- 2004년 2월 19일 제1회 졸업식 (남 18명, 여 18명)
- 2014년 3월 1일 25학급 편성(특수 1학급 포함)
- 2014년 9월 1일 제4대 서금렬 교장 부임

제5대 교장 부임

## 참고 자료
- 고양한내초등학교 - 한국교육학술정보원 학교알리미